# Girolamo Frescobaldi
Girolamo Frescobaldi (sinh năm 1583 tại Ferrara, mất năm 1643 tại Roma) là nhà soạn nhạc, nghệ sĩ đàn organ người Ý. Ông là một trong những nhà soạn nhạc cuối cùng thuộc phong cách thời kỳ Phục hưng.

## Cuộc đời và sự nghiệp
Có thể nói rằng hầu như cả cuộc đời mình, Girolamo Frescobaldi đã dành trọn cho Rome, thủ đô nước Ý. Năm 1608, ông là người chơi đàn organ tại Nhà thờ Saint Peter. Sau đó, khoảng thời gian 1628-1633 là lúc ông làm việc tại Florence, sau đó thì về Rome. Ông là tay chơi organ tài năng, bởi có tới 30000 nghìn người đến dự chỉ để nghe ông biểu diễn..

## Phong cách sáng tác
Girolamo Frescobald sáng tác ở nhiều thể loại, những thành công hơn cả là các bản toccata, fuga. Âm nhạc của ông là âm nhạc giàu sức tưởng tượng, phong phú nội dung, táo bạo hòa thanh. ngẫu hứng.

## Các tác phẩm
Frescobaldi đã viết hai bản mixa, bản Magnificat và những tác phẩm tôn giáo khác; đồng thời ông viết rất nhiều tác phẩm cho đàn organ (một số trong chúng đã được tuyển tập Những bông hoa âm nhạc đề cập (1635); những tiểu phẩm cho đàn clavecin; những tổ khúc nhạc múa; những tác phẩm dùng trong sinh hoạt đời thường và những bản thanh nhạc.